# Jacob van Artevelde
Jacob van Artevelde, flamski politik, * 1290, Gent, † 24. julij 1345.